# Justin Sullivan
Justin Sullivan (ur. 8 kwietnia 1956) – angielski muzyk, lider zespołu New Model Army, autor tekstów.
Wychowywał się w wielodzietnej rodzinie, ma czterech braci i dwie siostry. Wielokrotnie gościł na koncertach w wielu miastach Polski. Współzałożyciel grupy Red Sky Coven, w skład której (poza Sullivanem) weszli: Rev Hammer i Brett Selby, oraz Joolz Denby – angielska malarka i poetka.

## Dyskografia

### Solo
- 2003 – Navigating by the Stars
- 2021 – Surrounded[2]

### New Model Army
- 1984 – Vengeance
- 1985 – No Rest For The Wicked
- 1986 – The Ghost Of Cain
- 1989 – Thunder And Consolation
- 1990 – Impurity
- 1993 – The love of hopeless causes
- 1998 – Strange Brotherhood
- 2000 – Eight
- 2005 – Carnival
- 2007 – High
- 2009 – Today is a good day
- 2013 – Between Dog and Wolf
- 2016 – Winter
- 2019 – From Here
- 2024 - Unbroken

#### Albumy koncertowe
- 1991 – Raw Melody Men
- 1993 – BBC Radio One Live In Concert
- 1999 – All of This – The „Live” Rarities
- 1999 – ... & Nobody Else
- 2008 – Fuck Texas, Sing for Us

#### Kompilacje
- 1985 – Radio Sessions '83-'84
- 1994 – B-Sides and Abandoned Tracks
- 1997 – Small Town England
- 1992 – History – The Singles 85-91
- 2000 – New Model Army 3 x CD
- 2001 – The Best
- 2002 – Lost Songs *(2003) Great Expectations – The Singles Collection
- 2004 – Original 20
- 2004 – The Collection

### Red Sky Coven
- 1998 – Volumes 1&2
- 2001 – Volume 3
- 2009 – Volume 5

### Płyty nagrane z innymi artystami
- 1987 – Hex (z Joolz i Robert Heaton)
- 1995 – Big Guitars in Little Europe (z Dave Blomberg).
- 2004 – Tales Of The Road (z Dean White & Michael Dean pod nazwą: Justin Sullivan & Friends)